# Jorge Cepernic
Jorge Cepernic (Río Gallegos, Argentine, 1915 ― idem, 2010) était un homme politique argentin. 
Fils d’un immigré croate établi en Patagonie, il fut élu gouverneur provincial de Santa Cruz après la restauration de la démocratie en 1973, mais fut bientôt destitué, victime sans doute de dissensions internes dans le mouvement péroniste, mais aussi de pressions des militaires, ulcérés par le fait que Cepernic avait donné son autorisation au tournage d’un film sur une grève rurale survenue un demi-siècle auparavant dans sa province et où l’armée joua un rôle critiquable. Sous la dictature militaire, il subit, pour ce même motif semble-t-il, un emprisonnement de cinq ans, suivi d’assignation à résidence.

## Biographie
Jorge Cepernic naquit à Río Gallegos, en Patagonie argentine, d’un père croate qui s'était fixé dans la province de Santa Cruz à l’âge de 18 ans et exploitait un commerce de fruits et légumes. Lui-même détenait une petite propriété agricole près d’El Calafate, dans le sud-ouest de la province.
Élu gouverneur provincial de Santa Cruz en 1973 par scrutin populaire avec une ample majorité, il occupa son poste jusqu’à ce que, le 7 octobre 1974, sous le gouvernement de María Estela Martínez de Perón, la procédure d’exception dite intervention fédérale fut enclenchée à son encontre, avec l’approbation du Congrès argentin. Le motif allégué était une imputation « d’inefficacité dans la gestion administrative » (ineficiencias en la gestión administrativa), mais en réalité la mesure s’explique par des conflits internes au sein du mouvement péroniste (d'autre part, il est sans doute significatif à cet égard qu’au même moment Cepernic se proposait d’exproprier l’un des plus grands domaines latifondistes de la province, à capitaux britanniques ; Cepernic en effet avait gardé présent à l’esprit que Julio Argentino Roca avait, durant son second mandat de président, octroyé à 137 grands fermiers anglais quelque 2 500 000 hectares de terres dans la province de Santa Cruz) ; en tout état de cause, Cepernic fut alors évincé et remplacé par Augusto Pedro Saffores.
Plus tard, dans le sillage du coup d’État militaire de mars 1976, il fut arrêté à Buenos Aires, puis incarcéré dans la prison de Magdalena pendant cinq ans, pour avoir donné son autorisation au tournage du film La Patagonia rebelde, œuvre à laquelle participait notamment l’historien Osvaldo Bayer et qui relatait une grève ouvrière rurale insurrectionnelle, passée à l’Histoire sous l’appellation de Patagonie rebelle, survenue dans la province de Santa Cruz au début des années 1920, et durement réprimée par la troupe,. Par la suite, lui et sa famille furent assignés à résidence dans son domaine campagnard près de la ville d’El Calafate, sous la garde de trois policiers. Comme sa famille n’était autorisée à recevoir que des parents directs, Jorge Cepernic un certain matin s’échappa par la fenêtre pour se diriger à cheval vers le commissariat, où il exigea du commissaire d’être transféré vers un commissariat, afin que sa famille n’eût plus à pâtir des mesures prises contre lui.
D’autre part, avec le même Osvaldo Bayer, il ne cessa de dénoncer expressément, la qualifiant de génocide, la campagne militaire, dénommée Conquête du désert, menée en 1878 par le général et futur président Julio Argentino Roca contre les populations indiennes de Patagonie.
Jorge Cepernic s’éteignit le 18 juillet 2010 dans la ville de Río Gallegos, à l’âge de 95 ans ; aussitôt, le gouverneur de la province de Santa Cruz, Daniel Peralta, décréta trois jours de deuil provincial. Une rue d’El Calafate, la Calle n° 361, fut rebaptisée Avenida Gobernador Jorge Ceperni en son honneur, et en septembre 2008, un buste le représentant fut posé en bordure de la route nationale 3, à la hauteur de l’échangeur avec la route provinciale 5, non loin de Río Gallegos,. Enfin, son nom a été donné à un barrage sur le fleuve Santa Cruz, naguère connu sous le nom de barrage de La Barrancosa. 
Jorge Cepernic était le père de Jorge Marcelo Cepernic, qui fut maire de Río Gallegos jusqu'en 1987.